# Operación Antropoide
Durante la Segunda Guerra Mundial, la Operación Antropoide consistió en el atentado contra el más poderoso y temido de los jerarcas nazis, el Obergruppenführer (Teniente General) Reinhard Heydrich, jefe de la RSHA, Protector de Bohemia y Moravia y uno de los artífices de la Solución Final.

## Contexto
En el año 1941, los ejércitos alemanes se acercaron mucho a Moscú. En el Atlántico, los submarinos alemanes hundían los barcos de los aliados y Japón dominaba en el Pacífico. La situación para los aliados era crítica.
El mismo año, Heydrich fue enviado por el comandante de las SS Heinrich Himmler a Praga para relevar al Gauleiter Konstantin von Neurath, que se mostraba demasiado condescendiente con los checos. De este modo, Himmler alejaba momentáneamente a quien le hacía sombra ante Hitler y, asimismo, este último enviaba a la capital checa a uno de los más competentes y temidos de la cúpula de las temibles SS.
La falta de mano dura de von Neurath había desembocado en atentados, huelgas y un ambiente de desestabilización en el protectorado alemán. Heydrich asumió como Reichsprotektor el 27 de septiembre de 1941.
Heydrich tenía un segundo al mando, el Gruppenführer (General de División) Karl Hermann Frank, el ex secretario de Estado de von Neurath, siendo Frank no menos competente que él mismo. Heydrich se puso desde el primer día manos a la obra y decretó la ley marcial, detuvo a numerosos intelectuales y los ejecutó, e incluso arrestó al primer ministro Alois Eliáš, miembro del gobierno títere checo impuesto por los propios alemanes y fusilado el 19 de junio de 1942. El total de ejecutados alcanzó la cifra de 550, lo que le valió los apodos de El carnicero de Praga o La bestia rubia.
Heydrich se instaló en el Castillo de Praga para gobernar el territorio checo. Su gestión diezmó la resistencia checa, responsable de diversos sabotajes, y aumentó la fabricación de material militar. Una vez logrado esto, Heydrich aplicó la política del palo y la zanahoria, aumentando los beneficios laborales pero a su vez imponiendo una mano dura en el gobierno. El aparente estado de bonanza económica logrado en el Protectorado despertó cierto grado de filiación en la población checa hacia el nazismo.

## Operación Antropoide (Operation Anthropoid)
Se hacía necesario mantener la resistencia en las tierras checas. Para mostrar a los Aliados que los checos también eran amigos, el presidente checo, exiliado en el Reino Unido, Edvard Beneš, aceptó un plan de Winston Churchill para desestabilizar el régimen nazi en Checoslovaquia, ya que la hábil política de Heydrich había llevado a la población a aceptar de muy buen grado la ocupación gracias a las condiciones de vida excepcionalmente favorables que Heydrich había impuesto a cambio de una producción militar eficiente para el Tercer Reich. Esto atentaba contra los intereses aliados, ya que la sumisión de Checoslovaquia podría ser imitada por otros países y así acabar indirectamente con la resistencia y fortalecer el nazismo en Europa.
Según el diputado laborista británico T. Paget, para Londres era vital que muriera Heydrich y nada mejor que esa muerte causara un holocausto en alguna ciudad, producto de la represalia que acarrearía tal acción. Esa represalia daría, como resultado final, que la población checa se volcaría a apoyar decididamente a la resistencia, la cual recibiría a su vez el apoyo logístico de Londres.

«En Praga hay dos personas que representan el exterminio. Es el líder sudeto-alemán Karl Hermann Frank y el recién llegado Heydrich. Es necesario que uno de ellos pague por ello».
Palabras del coronel Frantisek Moravec, jefe del servicio de inteligencia checoslovaco, a Jozef Gabcík, en octubre de 1941.

Para ello se planeó el atentado contra uno de sus líderes más poderosos. Reinhard Heydrich era incluso considerado por Hitler como su eventual sucesor. A su edad (38 años) dirigía la poderosa Oficina Central de Seguridad del Reich y era, con mucho, uno de los líderes más odiados de la Alemania nazi. Tan temido era Heydrich que él mismo consideraba imposible que alguien se atreviera a atentar contra su persona.

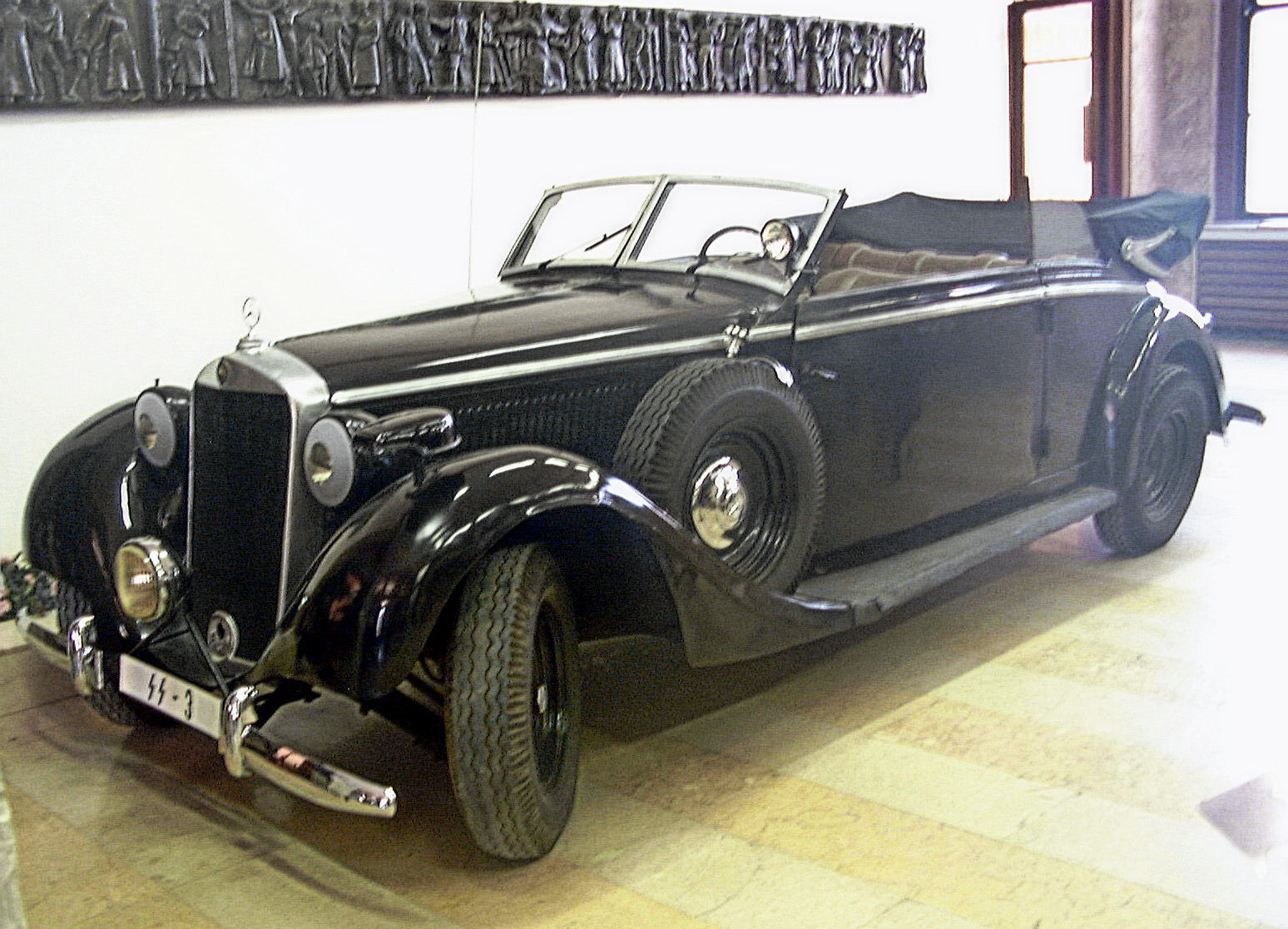
Mercedes Benz Typ 320 cabriolet, similar al automóvil en el que Heydrich fue herido de muerte.

## La operación
La operación comenzó la noche del 28 de diciembre de 1941 con la llegada de dos comandos checos, los Rotmistr (Sargentos) Jan Kubiš y Jozef Gabčík, provenientes del Reino Unido a bordo de un bombardero Halifax perteneciente al escuadrón 138 de la RAF, que fueron lanzados en paracaídas junto con otros comandos británicos. Por un error de navegación se los lanzó en Nehvizdy, a 20 km de la capital checa, pero provistos de documentos de identidad falsos y vestidos de paisanos lograron contactar a la resistencia checa en Pilsen.
En Praga contactarían a otro guerrillero, Karel Čurda, para ultimar los detalles con la resistencia checa.
Una vez contactados, comenzaron por estudiar minuciosamente los hábitos de desplazamiento de Heydrich y advirtieron que invariablemente empleaba la misma ruta cuando marchaba desde el castillo hacia el aeropuerto, en Praga, y siempre a la misma hora. La elaboración del atentado era sumamente simple: emboscar el cabriolet de Heydrich y asesinarlo.
En la ruta del Castillo de Praga a las oficinas de Heydrich había una curva muy cerrada que obligaba al chofer a aminorar la velocidad del vehículo del dirigente nazi y este fue el punto de ataque elegido.
Por fin, después de varios ensayos y titubeos, la fecha del atentado fue fijada para la mañana del 27 de mayo de 1942.
El martes 26 por la noche, Heydrich asistió con su esposa Lina a un homenaje a su padre, el músico Bruno Heydrich, en el palacio de Waldstein, en Praga. La última foto en vida le fue tomada a la salida del homenaje.

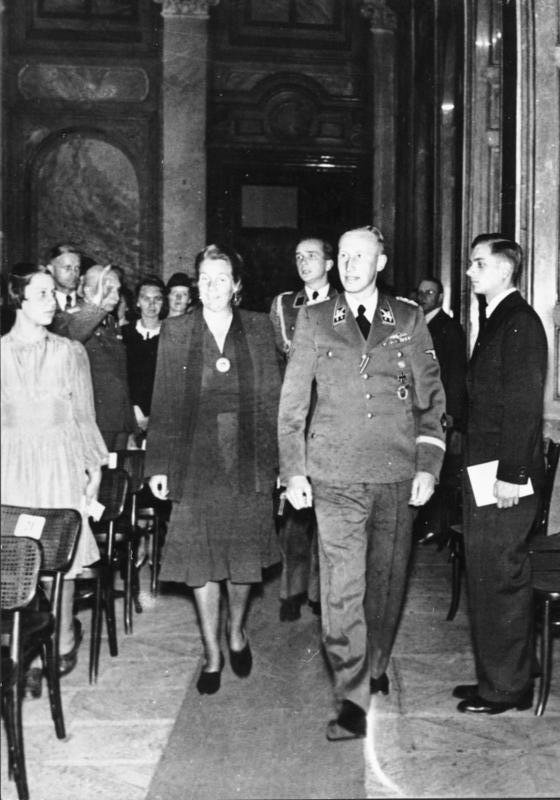
Última fotografía de Heydrich, tomada el 26 de mayo de 1942.

Tres guerrilleros se apostaron en un recodo del camino a la entrada a Praga, justo por donde pasaría Heydrich ese domingo. Uno de ellos, Kubiš, llevaba una granada antitanque n.º 73 británica modificada; otro, Gabčík, un subfusil Sten y el tercero, el Podporučík (subteniente) Josef Valčík, haría las señales con un pequeño espejo a una distancia de unos 100 metros (109 yardas).
El día fijado suponían que Heydrich pasaría por allí cerca de las diez de la mañana, pero excepcionalmente, y para sorpresa de los comandos, no apareció a la hora estimada, por lo que se pusieron muy nerviosos y pensaron en abortar la misión.
Heydrich, en efecto, se había retrasado, pues de modo inusual se había quedado media hora más en el castillo para atender un asunto urgente de última hora, pero después subió a su coche descapotable y tomó la ruta habitual.
Cuando ya iban a abandonar la zona, Valcik avisó a los demás que el vehículo venía en camino y sin escolta, por lo que los militares rápidamente volvieron a sus puestos.
El coche en el que venía Heydrich no llevaba escolta de protección, pues éste pensaba que era imposible arriesgarse a atentar contra alguien tan poderoso como él.
Al llegar a la curva, el Mercedes-Benz Typ 320 redujo la velocidad y en ese momento Gabčík empuñó su Sten con la intención de abrir fuego, pero el arma se bloqueó y Gabčík se puso muy nervioso, mientras observaba al temido jefe de las SS.
Heydrich, al percatarse de la situación, se levantó del asiento con el coche aún en marcha y se aprestó a sacar su Luger para repeler el ataque. Gabčík, completamente aterrorizado, abandonó el subfusil lanzándolo a la vereda y echó a correr. Kubiš, menos nervioso, pudo activar la granada y arrojarla en el momento justo en que Heydrich apuntaba con la pistola en su dirección, cayendo al costado de la rueda trasera derecha.

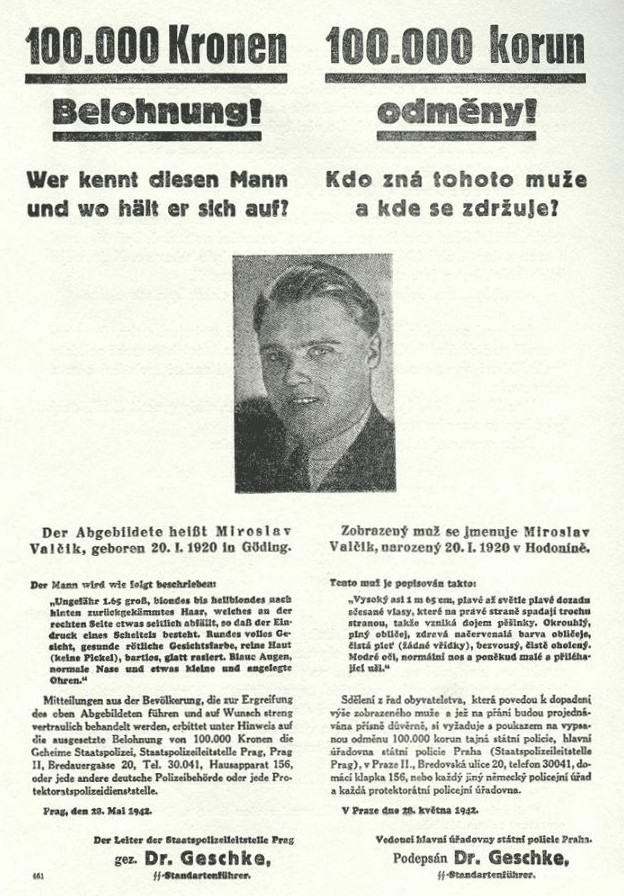
Recompensa ofrecida por los nazis para capturar a Josef Valčík

El Oberscharführer (suboficial) Klein, chófer de Heydrich, pistola en mano también, consiguió bajarse en persecución de Kubiš. En ese momento, la granada estalló al lado de la puerta trasera derecha, alcanzando las esquirlas en la espalda de Heydrich, hiriéndole. Instintivamente, se volteó protegiendo su rostro con los brazos; aun así, pudo bajarse del vehículo y lograr dar algunos pasos y disparar a los atacantes, antes de quedar tumbado en la acera agarrado a una reja y desangrándose. El SS Klein alcanzó a Kubiš en una esquina, pero este le disparó por sorpresa, dejándolo malherido. Kubiš tomó una bicicleta y escapó ileso del lugar.

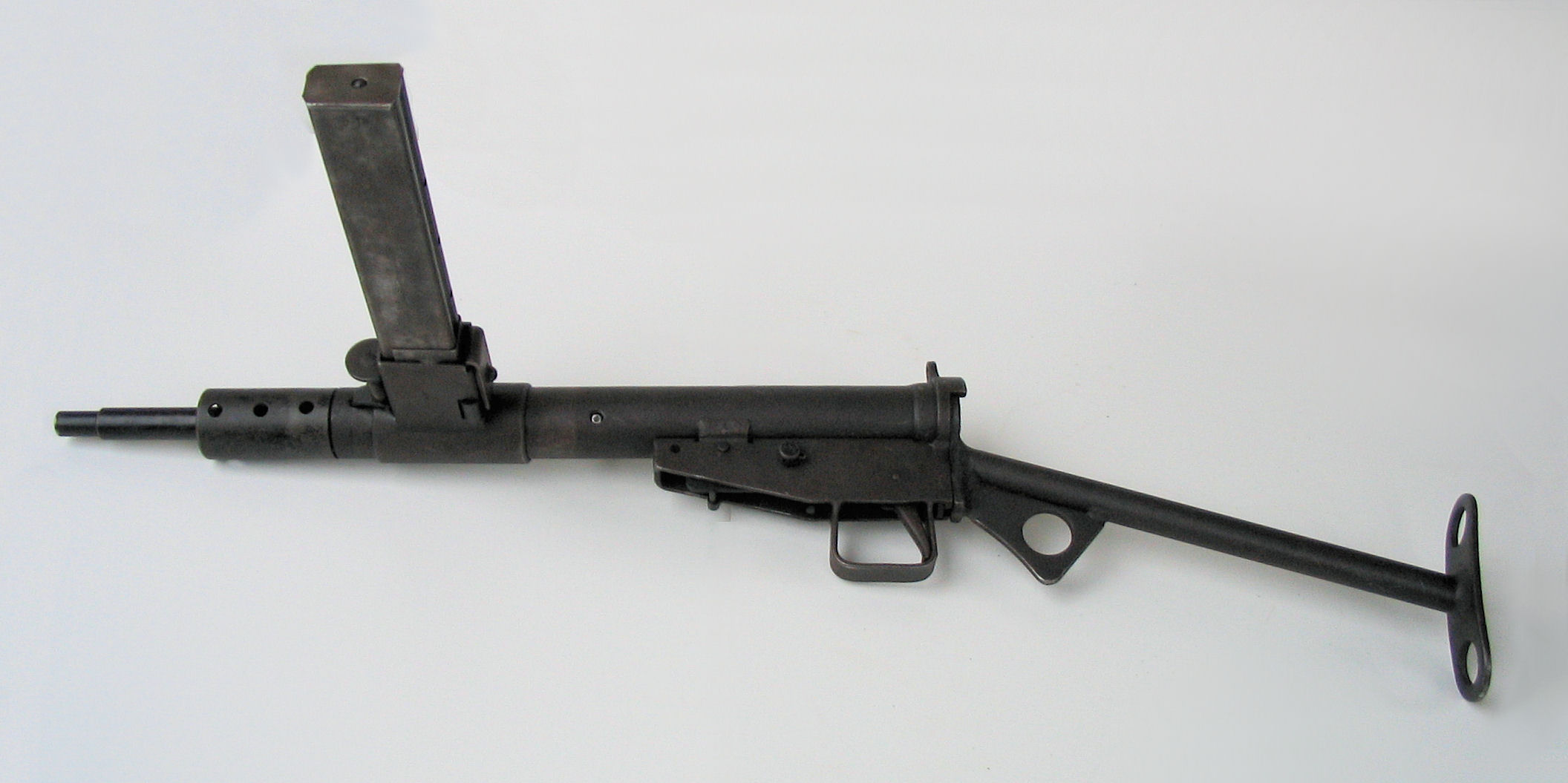
Un Sten Mark II, similar al empleado por Gabčík.

El resto de los comandos checos lograron huir a la carrera, con la amarga sensación de haber fallado en el objetivo de la misión.

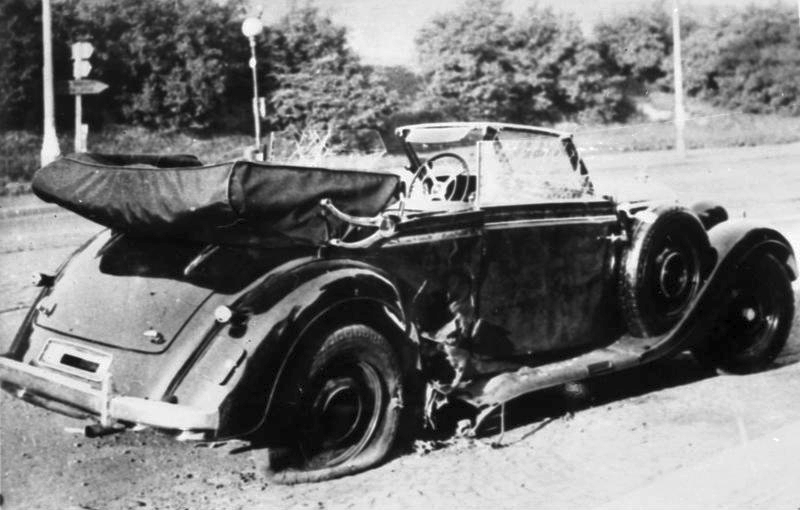
El Mercedes-Benz Typ 320 de Heydrich tras el atentado.

Heydrich fue auxiliado por una mujer checa y llevado al hospital de Bulovka, en Praga, donde insistió en ser atendido solamente por médicos alemanes. Las heridas de Heydrich comprometían el bazo; había restos de crin del relleno del asiento, la tela, metales y parte de su uniforme. Parecía que Heydrich podría salvarse si era tratado a tiempo, pero un obstinado Heydrich prefirió ser atendido por doctores de absoluta confianza.
El Reichsführer-SS Heinrich Himmler envió al médico del Waffen-SS Karl Gebhardt, quien inició un tratamiento con sulfamidas. El retraso en recibir atención médica permitió que las esquirlas de metal y restos de crines del asiento incrustados infectaran no solo la herida, sino que se propagaran al torrente sanguíneo a través del bazo que estaba abierto.
Esto probablemente le costó la vida, pues cuarenta y ocho horas después las heridas recibidas, en especial una esquirla alojada en el bazo, se infectaron y provocaron una septicemia generalizada, que al cabo de ocho días le causaron la muerte.
Mientras Heydrich estaba en el hospital, las tropas SS salieron a las calles de Praga y se dedicaron a buscar a los guerrilleros. Aunque se detuvo a miles de sospechosos, no lograron dar con su paradero y se ofreció una recompensa de 100.000 coronas checas a quien revelara el escondite de los atacantes de Heydrich. Pero mientras tanto Heydrich fallecía sin salir del coma el 4 de junio de 1942. Se empezó ofreciendo recompensas y se desató una ola de ejecuciones en la capital checa.

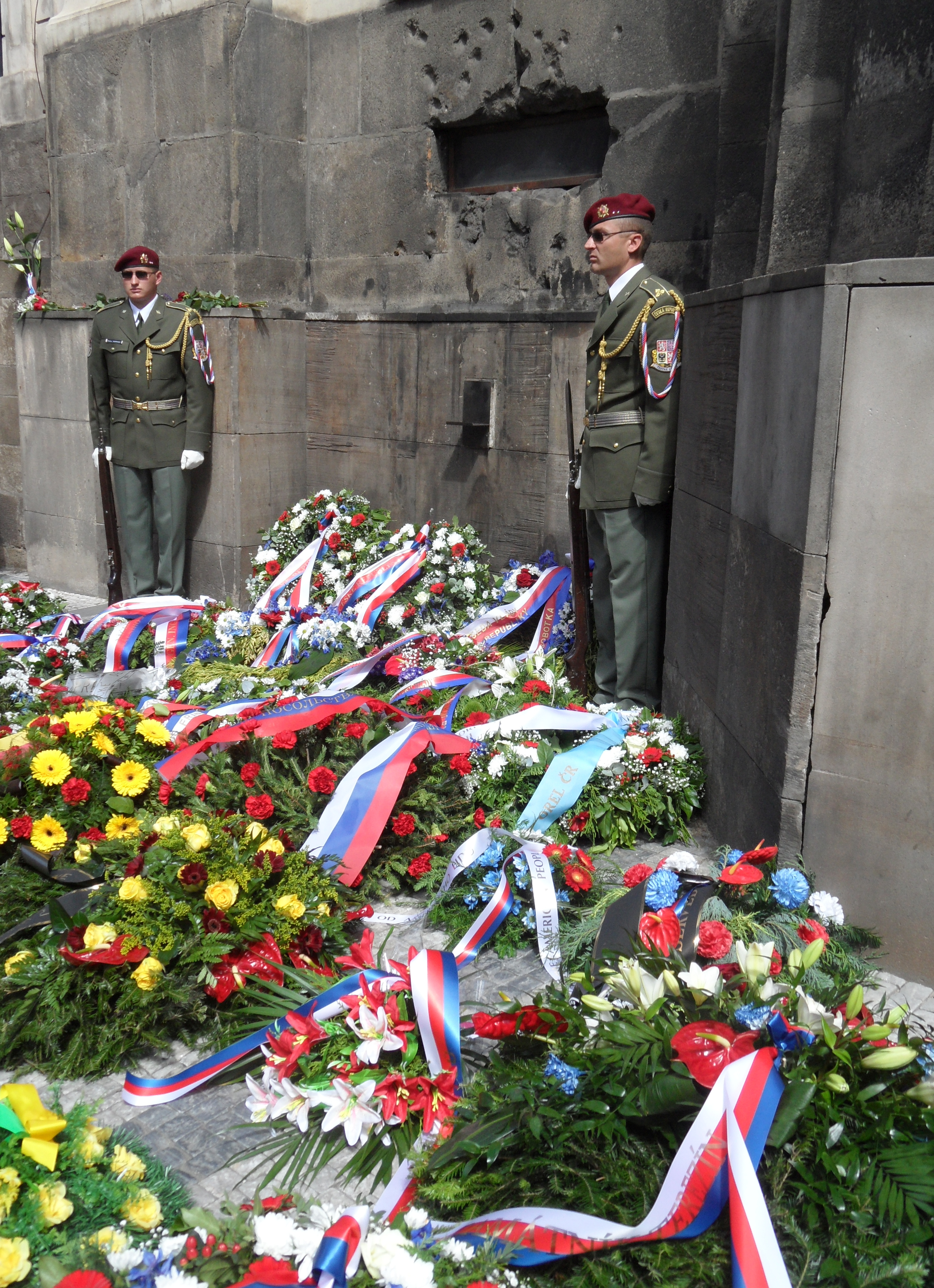
Ventanilla de la Iglesia de San Cirilo, que da a la cripta en donde fueron acorralados los comandos. Conmemoración de 2017.

Al final, el 16 de junio, uno de los implicados, Karel Čurda, impactado con la ola de ejecuciones entre la población checa, cometió delación y se presentó ante el Obergruppenführer Karl Hermann Frank, traicionando a sus camaradas. Los denunció al SS dando su paradero, con la esperanza ingenua de que, si sacrificaba a sus compañeros, las ejecuciones sumarias se detendrían, lo que en la realidad no sucedió.
Los guerrilleros checos se habían refugiado en la antigua iglesia de los Santos Cirilo y Metodio, en una especie de cripta subterránea con catacumbas, donde una de las ventanillas daba a la calle.
Finalmente, los principales perpetradores del atentado, Josef Bublík, Jozef Gabčík, Jan Hrubý, Jan Kubiš, Adolf Opálka, Jaroslav Švarc y Josef Valčík, quedaron atrapados en la iglesia. A las 4:15 del 18 de junio de 1942, la cripta fue rodeada y asediada por unos 750 soldados del Heer y el Waffen-SS bajo el mando del Gruppenführer Karl Fischer von Treuenfeld. Después de una lucha de siete horas, los nazis habían perdido catorce hombres y otros veintiuno resultaron heridos. Seis comandos se suicidaron para no caer vivos en manos alemanas; el séptimo, Kubiš, que había sido gravemente herido por la metralla de una granada, murió desangrado. El traidor Karel Čurda reconocería los cadáveres de sus ex camaradas.
El obispo Gorazd asumió la culpa de las acciones en la catedral para minimizar las represalias entre sus feligreses e incluso escribió cartas a las autoridades nazis, que lo arrestaron el 27 de junio de 1942 y lo torturaron. El 4 de septiembre de 1942, el obispo, los sacerdotes de la iglesia y los principales líderes laicos fueron llevados al campo de tiro de Kobylisy en un suburbio al norte de Praga y fusilados. Por sus acciones, el obispo Gorazd fue luego glorificado como mártir de la Iglesia Ortodoxa Oriental.

Miembros del comando checo autor del atentado
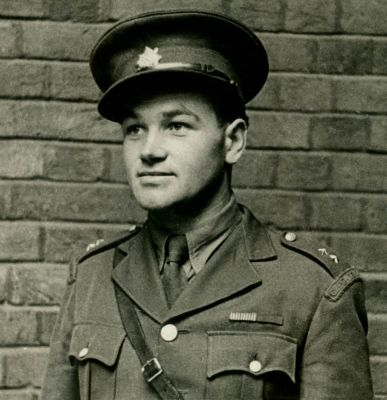
Jan Kubiš Sargento Perteneciente a las fuerzas checas en el exilio. Reclutado por el SOE para el contacto con la clandestinidad checa. Lanzó la granada antitanque que hirió de gravedad a Heydrich.
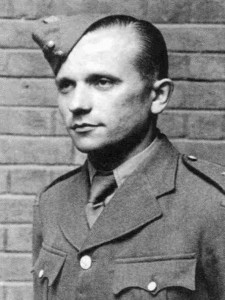
Jozef Gabčík Sargento. Soldado eslovaco reclutado por el SOE para apoyar en el remate de la operación.
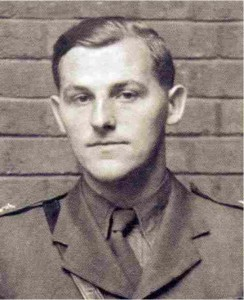
Adolf Opálka Teniente primero Soldado checo reclutado por el SOE para dirigir la Operación.
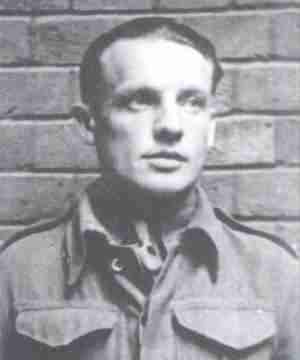
Karel Čurda Sargento mayor Soldado de las fuerzas checas en el exilio, reclutado por el SOE. Cometió traición al revelar la ubicación de los autores del atentado.
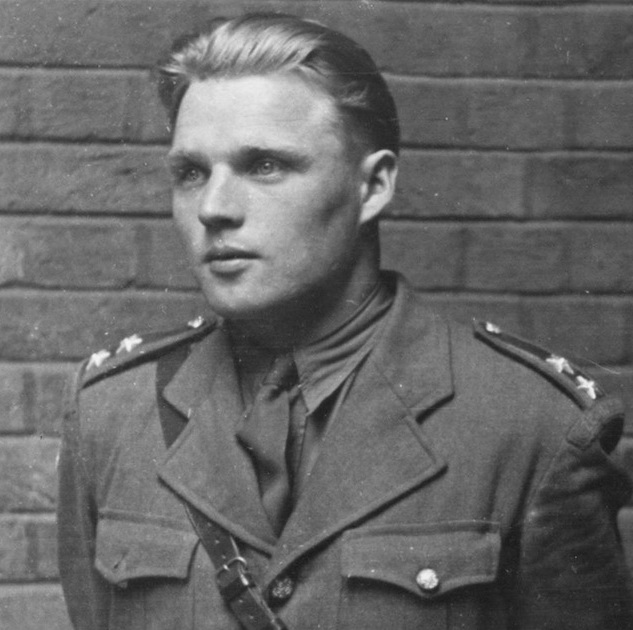
Josef Valčík Teniente. Soldado checo reclutado por el SOE para apoyar en la operación. Catorce familiares de Valčík sería detenidos, deportados y asesinados en el Campo de concentración de Mauthausen-Gusen.

## Consecuencias del atentado
Campo de tiro Kobylisy

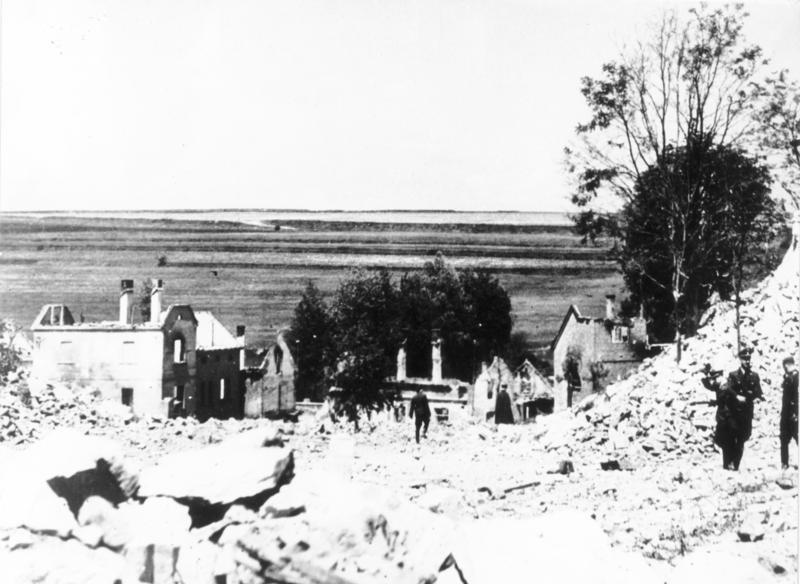
Lídice, destruida. Imagen de 1942.

El cuerpo de Heydrich fue llevado a Berlín y recibió las exequias fúnebres más apoteósicas de la historia, funeral al que acudió toda la alta jerarquía nazi y donde el mismísimo Adolf Hitler estuvo presente, mostrándose en todo momento apesadumbrado.
Hitler quiso emprender graves represalias contra los checos, pero como eso perturbaría la producción industrial (tan necesaria para la guerra), las tropas SS de Frank ejecutaron a 340 habitantes del pueblo de Lídice (192 hombres, 60 mujeres y 88 niños).
Lo mismo le sucedió a otro pequeño poblado llamado Ležáky dos semanas después: los hombres asesinados, las mujeres enviadas a los campos de concentración y los niños «arianizados» o enviados a las cámaras de gas. El resultado final de la represión por la muerte de Heydrich fue de 1300 personas, entre partisanos, altos dirigentes checos y víctimas circunstanciales, como los habitantes de Lídice.

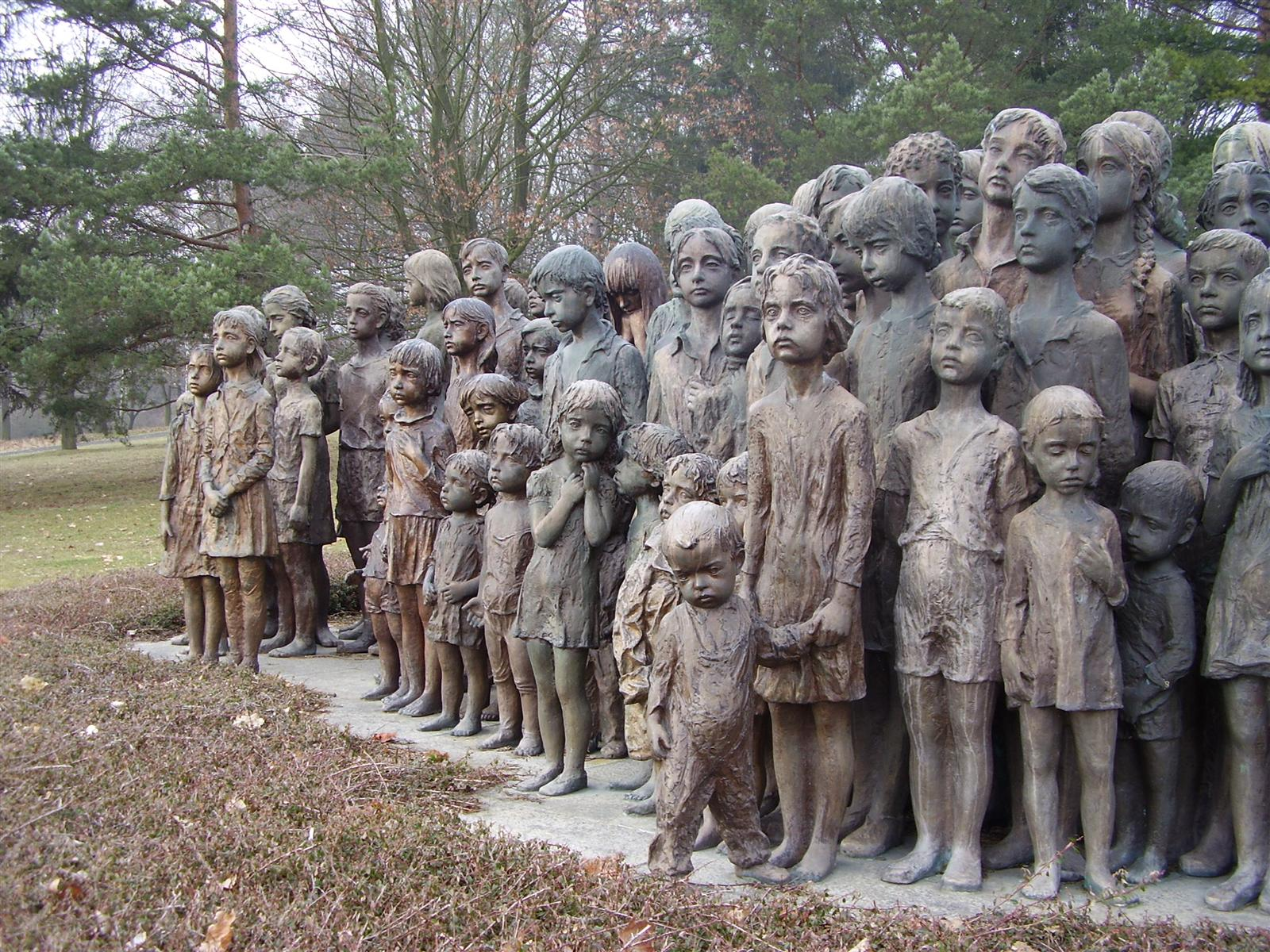
Escultura conmemorativa de la Masacre de Lídice.

Luego, dicha población se hizo desaparecer físicamente.
En total murieron unos 4.600 checos como represalia por el asesinato de Heydrich. Con la muerte de Heydrich se privó al régimen nazi del más brutal e inteligente esbirro que pudo tener el Tercer Reich de Adolf Hitler. Lamentablemente, los dados lanzados por Heydrich ya estaban rodando y la muerte de cientos de miles de judíos no se detuvo con su muerte.
Entre los miles de detenidos estuvo Ana Malinová, novia de Jan Kubiš, quien murió en el campo de concentración de Mauthausen-Gusen.
Marie Opálková, tía del Nadporučík (teniente primero) Adolf Opálka, fue ejecutada en Mauthausen el 24 de octubre de 1942. Su padre, Viktor Jarolím, también fue asesinado.
La Operación Antropoide fue el único atentado a un importante alto jerarca nazi que resultó exitoso.  
Karel Čurda fue recompensado con casi dos millones de Reichsmarks. Después de la guerra, el 29 de abril de 1947, fue ejecutado en Praga por el delito de traición.

## Cinematografía
La película británica Anthropoid de 2016 dirigida por Sean Ellis y protagonizada por Cillian Murphy, Jamie Dornan, Charlotte Le Bon, Anna Geislerová, Harry Lloyd y Toby Jones, cuenta la historia de la Operación Antropoide.
La película Operación Daybreak del año 1975 (Estados Unidos) del director Lewis Gilbert y protagonizada por Timothy Bottoms, Martin Shaw, Anthony Andrews, Nicola Pagett y Joss Ackland.
La película estadounidense Los verdugos también mueren (The Hangmen also die!) del año 1943, del director Fritz Lang, protagonizada por Brian Donlevy, Walter Brennan y Anna Lee.
La película estadounidense El hombre del corazón de hierro (The man with the iron heart) del año 2017, del director Cedric Jiménez y protagonizada por Jasón Clarke, Rosamund Pike, Jack O’ Connell y Mia Wasikowska.